# Ernst Maurer (Architekt)
Ernst Maurer (geboren am 30. April 1948) ist ein österreichischer Architekt.

## Leben
Ernst Maurer studierte von 1968 bis 1974 Architektur an der Technischen Universität Wien. 1981 absolvierte er die Ziviltechnikerprüfung. Anfang der 90er Jahre übernahm Maurer die Ateliers in Wien und Hollabrunn von Helmut Leierer, der sich ins Privatleben zurückzog.
Heute realisiert das Architekturbüro Maurer & Partner unter der Geschäftsführung von Architekt Ernst Maurer, Christoph Maurer und Thomas Jedinger erfolgreiche Bauprojekte von drei Bürostandorten aus (Hollabrunn, Korneuburg und Wien).

## Bauten (Auswahl)

### Wohn- und Geschäftsbauten
Ein Auszug realisierter Projekte:
- 1976–1978 HTL Hollabrunn
- Aqua Nova Wiener Neustadt, 1999
- Landesfeuerwehrschule Tulln, 2002
- Kongresshaus Salzburg, 1998
- SKA Bad Tatzmannsdorf, 2016
- Landesklinikum Neunkirchen (ARGE), 2016[2]
- Bezirkshauptmannschaft St. Pölten
- Raiffeisen Ware, Bürokomplex, Korneuburg
- FUTUREbase Wien, 2018
- Wohnbau CORENA NOVA, Korneuburg, 2019
- Q11 Quartierszentrum St. Pölten, 2019
- I23 Büro- und Laborgebäude Institute of Science and Technology Austria (ISTA) (ARGE), 2020
- Landesklinikum Hollabrunn, 2021[3]
- Leitspital Liezen (ARGE)
- Rudolf-Buchbinder-Saal Grafenegg
- Büro- und Laborgebäude esarom gmbh
- Haus der Wildnis – Weltnaturerbezentrum Lunz am See